# The Tolkien Society
The Tolkien Society es una asociación caritativa y sociedad literaria dedicada al estudio y promoción de la vida y trabajos del autor y académico británico J. R. R. Tolkien.

## Historia
En la edición de noviembre de 1969 de The Middel Earthworm, las cartas de comentario fanzine destinado principalmente a los miembros británicos de la Tolkien Society of America, Vera Chapman anunció que "si bien no es el nacimiento, es al menos la esperanza de la concepción de una Sociedad Tolkien de Gran Bretaña".: 17  Esto fue complementado por una columna personal de Chapman en el New Statesman, publicada el 7 de noviembre, que decía "TOLKIEN SOCIETY de Gran Bretaña — escribid a Belladona Took (seudónimo de Chapman), c/s Chapman, 21 Harrington House, Stanhope San Londres NW1".: 17  Dado que esto habría llegado a los quioscos de prensa un día antes de la publicación, el comienzo informal de la Tolkien Society se ha establecido en el jueves 6 de noviembre de 1969.: 17 
La Tolkien Society poco a poco tomó forma durante los siguientes años. En diciembre de 1969 nació la publicación Belladonna's Broadsheet, que después de tres ediciones fue reemplazada por The Mallorn en octubre de 1970. Esta fue concebida como una publicación trimestral, y la primera edición fue acompañada por The Tolkien Society Bulletin, la cual fue producida en un período de seis semanas.: 18–19  El boletín oficial de la sociedad fue reemplazado en enero de 1972 por Anduril, pero fue rápidamente sustituida por Henneth Annûn después de tres ediciones (el primero había sido el número 0 y continuó de forma independiente hasta el número 7). Esta nueva publicación cambió su nombre a Amon Hen con la segunda edición, aparentemente sin ninguna razón en particular.: 20–21  Junto con Mallorn (el artículo definido cayó en desuso desde el número 2) continúan siendo publicadas por la Sociedad Tolkien.
La reunión "inaugural" de la Tolkien Society fue organizada por la Hobbit Society del University College de Londres (UCL) el 29 de enero de 1970, donde el nombre de la nueva sociedad fue debatido y el primer comité fue nombrado.: 17–18  Se consideró redactar una constitución en la primera reunión general de la Tolkien Society el 20 de noviembre de 1970 en la UCL, pero finalmente esta idea fue rechazada.: 19  La Tolkien Society no se convirtió en una entidad jurídica hasta que la constitución fue finalmente ratificada el 15 de enero de 1972.: 21  Más tarde obtuvo el estatus de organización de beneficencia en Inglaterra y Gales, el 7 de julio de 1977.
Se ha celebrado una asamblea general ordinaria (AGO) cada año desde 1972, y desde 1973 ha tenido lugar un discurso de un orador invitado.: 22  Es uno de los tres principales eventos anuales de la Tolkien Society. El más grande y más popular es "Oxonmoot". En la edición de diciembre de 1973 del fanzine Nazgul,  el colaborador John Abbot preguntó "¿qué piensa usted de la idea del Oxford Moot este año?": 23  La AGO de 1974 aprobó la idea, y la primera Oxonmoot se reunió en The Welsh Pony entre el 13 y el 15 de septiembre de ese mismo año.: 23  El primer "taller" (casi) anual de la Tolkien Society se celebró el 22 de marzo de 1986, transformándose en el "Seminario de la Tolkien Society" desde 1989 en adelante. El más informal "Summermoot" se llevó a cabo de forma irregular en las décadas de 1980 y 1990, en ocasiones organizado por Joanna Tolkien y Hugh Baker en su granja en Gales. Según su hijo (y bisnieto de Tolkien) Royd Tolkien:

As a family, we’ve always been involved with The Tolkien Society and when I was a kid they used to come up to our small farm in Wales for Summer Moots. They’d dress up as characters, camp in the field, sword fight, let off homemade fireworks and have huge campfires. The first awareness of the legacy came from those fun times.
Como familia, siempre hemos estado involucrados en la Tolkien Society y cuando era niño, solían venir a nuestra pequeña granja en Gales para los Summer Moots. Se disfrazaban de los personajes, acampaban en el campo, luchaban con espadas, lanzaban fuegos artificiales caseros y encendían enormes hogueras. La primera conciencia de legado procedía de esas épocas divertidas.

La Sociedad Tolkien también ha organizado un gran número de conferencias para celebrar aniversarios "tolkienianos" significativos. "The J. R. R. Tolkien Centenary Conference" en Keble College, Oxford, en 1992, marcó el centenario del nacimiento de Tolkien: 287 . "Tolkien 2005: The Ring Goes Ever On" celebró el cincuenta aniversario de El Señor de los Anillos en la Universidad de Aston, en Birmingham. "The Return of the Ring: Celebrating Tolkien in 2012" conmemoró los setenta y cinco años desde la publicación de El hobbit en la Universidad de Loughborough, y recibió un mensaje especial en vídeo del director Peter Jackson y de los artistas John Howe y Alan Lee.

## Contacto con J. R. R. Tolkien
Vera Chapman contactó con J. R. R. Tolkien por primera vez en representación de la Tolkien Society por recomendación de Joy Hill, el secretario de Tolkien durante los años 60. El 1 de mayo de 1970, le escribió una carta a Tolkien presentando la Sociedad y sus objetivos: 18 . Más tarde, tras el anuncio de que Tolkien había sido nombrado Comendador de la Orden del Imperio Británico durante los Honores de Año Nuevo, la Tolkien Society le envió a Tolkien un telegrama en su ochenta cumpleaños, el 3 de enero de 1972. La Sociedad también le envió un regalo: tabaco en un tarro de porcelana china verde, junto con una nota de felicitación. Esa misma tarde, Joy Hill telefoneó a Chapman para decirle que "de todos los homenajes que [Tolkien] había recibido, ese fue el que mayor placer le ocasionó. Había una oportunidad de que les escribiera personalmente".: 21 . Y lo hizo el 6 de febrero siguiente:

Dear Mrs. Chapman,
May I thank you and the Tolkien Society for your good wishes and kind gift on my 80th birthday. I appreciated your generosity very much indeed.
Best wishes,
Yours sincerely,

J.R.R. Tolkien [signed]: 21 
Querida señora Chapman,

Me gustaría agradecerles a usted y a la Tolkien Society sus buenos deseos y su amable regalos por mi 80 cumpleaños. Ciertamente, he apreciado mucho vuestra generosidad.
Con los mejores deseos,
Sinceramente vuestro,

J.R.R. Tolkien [firmado]: 21 

Ese mismo año, Chapman se reunió con Tolkien en persona. El 27 de junio, ella fue invitada a un cóctel organizado por la editorial de Tolkien George Allen & Unwin. Durante su breve conversación, le preguntó a Tolkien si aceptaría ser nombrado presidente honorífico de la Sociedad. "Ciertamente", respondió, "si puedo ayudar a tu sociedad de algún modo, lo haré".: 22  Tolkien murió al año siguiente. En cuanto le ofrecieron la presidencia a Christopher Tolkien, él contestó sugiriendo que su padre podría permanecer como presidente a perpetuidad. Esto fue acordado en la siguiente Asamble General Ordinaria celebrada en el hotel Ivanhoe, en Londres, el 16 de febrero de 1974: 23 .

## Actividades

### Eventos
La Tolkien Society organiza, actualmente, cinco eventos de forma anual:
- El Birthday Toast se celebra en el cumpleaños de Tolkien, el 3 de enero. La sociedad pide a los fanes de todo el mundo que hagan un brindis por "el Profesor" a las 9 de la noche, hora local. Muchos grupos locales (o "smials") celebran sus propios Brindis de Cumpleaños.[11] En los últimos años el evento se ha orientado hacia las redes sociales. Muchos fanes comparten fotos de ellos mismos haciendo un brindis en honor de Tolkien en plataformas como Facebook o Twitter.[12]
- El Tolkien Reading Day se celebra en el aniversario de la caída de Sauron, el 25 de marzo. Su objetivo es promover la lectura de Tolkien sobre un tema elegido cada año por el comité de la Tolkien Society.[13] La idea fue propuesta por primera vez a la Tolkien Society por Sean Kirst, un periodista de The Post-Standard de Syracuse (Nueva York), en 2002; y el primer Tolkien Reading Day se programó para el 25 de marzo de 2003.[14]
- La AGO y el Springmoot se celebran durante un fin de semana de abril. A pesar de que la Asamblea General Ordinaria (AGO) es la principal faceta del evento, el fin de semana también incluye la semi-informal Cena Anual seguida de una charla de un conferenciante invitado. Como la AGO y el Springmoot cambian de localización cada año, es una oportunidad para los miembros para pasar el resto del tiempo explorando las atracciones locales.[15]
- El Tolkien Society Seminar es un evento de un día que se celebra durante el verano. Consiste en una serie de documentos sobre un tema concreto.[5][16]
- El Oxonmoot se celebra durante un fin de semana cercano al cumpleaños de Bilbo y Frodo, el 22 de septiembre.[17] Es una conferencia o convención celebrada en un college de Oxford desde 1991.[18] Con alrededor de 200 asistentes, incluye lecciones académicas, concursos, disfraces y un homenaje en la sepultura de Tolkien en el Cementerio de Wolvercote.[16][19]

### Publicaciones
La membresía de la Tolkien Society incluye una suscripción al bolteín Amon Hen y a la revista Mallorn. La primera se publica seis veces al año, mientras que la última se publica un vez al año. Mallorn tiende a ser más académica que Amon Hen, aunque el rango de contenidos ha variado a lo largo de los años. Entre los colaboradores destacados se incluyen Christopher Tolkien, Priscilla Tolkien y Tom Shippey.
Quettar era el boletín de la Comunidad Lingüística de la Tolkien Society entre 1980 y 1995, en funcionamiento durante 49 ediciones antes de ser cancelado.
La Tolkien Society también ha publicado numerosas publicaciones únicas, incluyendo las actas de las conferencias de 1992 y 2005. Su serie de libros "Peter Roe" se publica irregularmente y tiende a publicar actas de seminarios y charlas de los conferenciantes invitados.
A su vez, se puede ser miembro de la Tolkien Society abonando una membresía anual de 35 Libras esterlinas (es decir, 42,55 dls). 

### Grupos locales
Los grupos locales afiliados a la Tolkien Society se conocen como "smials", el nombre usado para los agujeros hobbit en El Señor de los Anillos. Un smial en la Universidad de Cambridge, conocido como la "Cambridge Tolkien Society" y "Minas Tirith", ha publicado la revista de libre acceso Annor desde los años 80: 1137 .

### Tolkien to the World
El programa Tolkien to the World recauda fondos para enviar libros de Tolkien a escuelas y bibliotecas de todo el mundo. Su objetivo es "trabajar hacia una situación donde todos en el mundo puedan acceder a las principales obras de ficción de Tolkien".

### Archivo
El archivo de la Tolkien Society mantiene un gran número de libros y revistas sobre Tolkien junto con una colección de recuerdos, como recortes de periódico y respuestas (tanto comerciales como creativas) que Tolkien quizá no hubiera guardado de otro modo.

### Placas y homenajes
La Tolkien Society ha inaugurado numerosas placas azules en lugares significativos en la vida de Tolkien. Entre ellas se incluyen:
- El Molino de Sarehole en Birmingham, una ubicación adyacente al hogar de la infancia de Tolkien y la inspiración detrás del molino de Ted Sandyman en El Señor de los Anillos. La Tolkien Society y el Birmingham Museums Trust anunciaron una colaboración para promover el Molino de Sarehole y su conexión con Tolkien.[31]
- Número 4 de Highfield Road en Birmingham, el hogar de Tolkien entre enero de 1910 y otoño de 1911.
- El Hotel Plough and Harrow en Birmingham, donde Tolkien estuvo con su flamante mujer Edith el 3 de junio de 1916, poco antes de partir para su servicio militar en Francia.
- Número 2 de Darnley Road en Leeds, el hogar de la familia Tolkien entre el 17 de marzo de 1924 y el 4 de enero de 1926.[32][33]

La Conferencia del Centenario de 1992, organizada por la Tolkien Society y la Mythopoeic Society, financió un memorial a Tolkien en los parques de la Universidad de Oxford. Esto incluía la instalación de un banco con una placa que lo acompañase y la plantación de dos árboles representando a Telperion y Laurelin de El Silmarillion.

### Premios
Los Premios de la Tolkien Society fueron establecidos en 2014 para "reconocer la excelencia en los campos del estudio y el fandom de Tolkien". Los premios se celebran anualmente y son anunciados en la Cena Anual durante el fin de semana de la AGO y el Springmoot de la Tolkien Society. Los últimos ganadores incluyeron a los autores Christopher Tolkien, Tom Shippey, Dimitra Fimi, John Garth y la artista Jenny Dolfen.

### La Sociedad Tolkien en el mundo
En otros países como Colombia, también existen ramas de La Sociedad Tolkien. En dicho país, hay una constituida desde el año de 1999, llamada: ‘Sociedad Tolkien Colombia Orodruin’, es igual una organización sin ánimo de lucro, donde realizan diversas actividades, incluyendo juegos de mesa, lecturas y demás. Se pueden contactar a través de sus redes sociales, como Facebook o Instagram. 